# Friestalige Wikipedia
De Friestalige Wikipedia (Fries: Frysktalige Wikipedy) is een uitgave in de Friese taal van de online encyclopedie Wikipedia. De Friestalige Wikipedia ging op 2 september 2002 van start. Op 11 juni 2012 waren er circa 25.023 artikelen en 11.584 geregistreerde gebruikers.

## Mijlpalen
- 100e artikel – 8 november 2003 (Gysbert Japiks)
- 2000e artikel – 29 oktober 2005 (Willem Loadewyk fan Nassau-Dillenburg)
- 10.000e artikel – 21 december 2008 (Schotanusatlas)
- 15.000e artikel – 7 maart 2010 (Seilbokse)
- 20.000e artikel – 22 mei 2011 (De Pol)
- 25.000e artikel – 8 juni 2012 (Doch it foar dyn doarp)
- 50.000e artikel - 21 december 2022 (Eardske)